# John Warrack
John Warrack (né le 9 février 1928 à Londres) est un critique musical anglais, musicographe et hautboïste. Son père est le chef d'orchestre et compositeur Guy Warrack. Critique musical de 1954 à 1961 pour The Daily Telegraph et de 1961 à 1972 pour The Sunday Telegraph, il est directeur artistique du Festival de Leeds (en) de 1978 à 1983. Il enseigne ensuite à la faculté de musique d'Oxford de 1984 à 1993.
Il est l'auteur de Carl Maria von Weber (Hamish Hamilton, 1968, 2e éd. Cambridge UP, 1976), l'étude de référence en anglais sur le compositeur, et de German Opera: From the Beginnings to Wagner (2001).
Il est le coauteur de The Concise Oxford Dictionary of Opera (1964, avec Harold Rosenthal (en)) et de The Oxford Dictionary of Opera (1992), avec Ewan West).